# Paul Vasseur
Paul Vasseur (ur. 10 października 1884 w Lille, zm. 12 października 1971 w Saint-Didier) – francuski piłkarz wodny, medalista olimpijski Letnich Igrzysk Olimpijskich 1900 w Paryżu.
Wraz z drużyną Libellule de Paris zdobył brązowy medal w piłce wodnej.
Ponadto brał udział w igrzyskach w Sztokholmie (1912) i Antwerpii (1920), oraz olimpiadzie letniej w Atenach.